# 芥川なお
芥川 なお（あくたがわ なお）は、日本の兼業作家。大分県中津市出身、性別、年齢ともに不明。芥川姓は本名。
デビュー作の『ストロベリームーン』は、2025年に映画化公開が予定されている。

## 作品
- ストロベリームーン（すばる舎、2023年4月)  - デビュー作。第7回未来屋小説大賞ノミネート[4]。